# Martha Ackelsberg
Martha A. Ackelsberg (Nueva York, 1946) es una politóloga estadounidense y académica especializada en estudios de la mujer. Su trabajo se centra en la naturaleza del poder y su relación con las comunidades. Los casos utilizados en su investigación incluyen el activismo feminista en los Estados Unidos y Mujeres Libres, una organización de mujeres anarquistas durante la Revolución social española de 1936. 

## Carrera
Ackelsberg asistió a Radcliffe College, un centro para mujeres que forma parte de la Universidad de Harvard, donde obtuvo una licenciatura, y a la Universidad de Princeton, donde se graduó con una maestría y un doctorado. Ackelsberg se incorporó al mundo académico en el Smith College en 1972. Fue una de las primeras profesoras en el programa de Estudios de la Mujer de dicha institución, siendo colaboradora del programa. A lo largo de sus primeras décadas como profesora, Ackelsberg participó diligentemente en el activismo feminista judío con grupos como B'not Esh. En 2006 fue nombrada profesora en el 40 aniversario de Five College en Smith College y en 2007 profesora William R. Kenan Jr. Se retiró en 2014. 
En 1991 publicó Free Women of Spain: Anarchism and the Struggle for the Emancipation of Women, que desde entonces ha sido reeditado en varias ocasiones. El libro es una historia de Mujeres Libres, una organización de mujeres durante la Revolución española de 1936 que se distinguió de otros grupos antifascistas al buscar una amplia emancipación de mujeres en la sociedad española.
Ackelsberg también escribió el libro 2010 Resisting Citizenship: Feminist Essays on Politics, Community, and Democracy. Esta colección de ensayos estudia la conexión entre la comunidad y el poder, utilizando a los Estados Unidos como un caso de estudio para investigar esta conexión en el contexto de la teoría democrática. Los ensayos se centran particularmente en el poder obtenido y expresado por las activistas feministas en sus comunidades.  
Junto con Kristen Renwick Monroe y Rogers M. Smith, Ackelsberg recibió el Premio Frank Johnson Goodnow 2010 de la Asociación Americana de Ciencias Políticas, un premio de por vida que "honra el servicio a la comunidad de maestros, investigadores y servidores públicos que trabajan en muchos campos de la política".
El trabajo de Ackelsberg ha sido abordado en medios de comunicación como Nexo  y The Jewish Voice, y ha escrito para Gotham Gazette. Su compañera es Judith Plaskow, profesora emérita de estudios religiosos en el Manhattan College.

## Obras destacadas
- Mujeres, bienestar y educación superior: hacia políticas integrales, editado, con Randall Bartlett y Robert Buchele (1988).[1]
- Mujeres libres. El anarquismo y la lucha por la emancipación de la mujer (1991).
- Resistencia a la ciudadanía: ensayos feministas sobre política, comunidad y democracia (2010).

## Premios
- Premio Frank Johnson Goodnow, Asociación Americana de Ciencias Políticas (2010).[9]